# Adalgisa croesa
Adalgisa croesa är en fjärilsart som beskrevs av William Schaus 1928. Adalgisa croesa ingår i släktet Adalgisa och familjen Mimallonidae. Inga underarter finns listade i Catalogue of Life.